# Neolathromera
Neolathromera is een geslacht van vliesvleugeligen uit de familie Trichogrammatidae. De wetenschappelijke naam van dit geslacht is voor het eerst geldig gepubliceerd in 1934 door Ishii.

## Soorten
Het geslacht Neolathromera is monotypisch en omvat slechts de volgende soort:
- Neolathromera kishidai Ishii, 1934